# Montichelvo
Montichelvo település Spanyolországban, Valencia tartományban. Montichelvo Lorcha/L'Orxa községgel határos. Lakosainak száma 577 fő (2024).

## Népesség
A település népessége az utóbbi években az alábbiak szerint változott:
| Lakosok száma | 601  | 673  | 626  | 654  | 676  | 644  | 614  | 584  | 571  | 577  |
|               | 2001 | 2004 | 2007 | 2009 | 2012 | 2014 | 2017 | 2019 | 2022 | 2024 |